# Fantasie impromptu
Fantasie impromptu er en dansk eksperimentalfilm fra 1992 instrueret af Trine Vester.

## Handling
Denne artikel mangler et handlingsreferat. Hjælp os med at skrive det.